# Hipnopedia
Hipnopedia é a tentativa de transmitir informações para uma pessoa adormecida, geralmente através de uma gravação de som. As pesquisas sobre este método não foram conclusivas. Alguns estudos iniciais tendem a desacreditar a eficácia da técnica, enquanto outros descobriram que o cérebro realmente reage aos estímulos e os processa enquanto dormimos.

## Abonações literárias
Na obra de ficção distópica, «Admirável Mundo Novo», de Aldous Huxley, faz-se alusão ao controlo das convicções axiológicas da população, por meio de métodos hipnopédicos. Explicando-se, no início do entrecho, que as tentativas de recurso à hipnopedia para inculcar conhecimentos teóricos saíram goradas.